# Elton Monteiro
Elton Monteiro Almada (sinh ngày 22 tháng 2 năm 1994) là một cầu thủ bóng đá chuyên nghiệp mang hai quốc tịch Thụy Sĩ và Bồ Đào Nha hiện đang thi đấu cho câu lạc bộ Công an Hà Nội ở vị trí trung vệ.

## Sự nghiệp câu lạc bộ
Vào ngày 16 tháng 8 năm 2014, Monteiro có màn ra mắt cho Braga B trong trận đấu tại Giải bóng đá hạng nhất quốc gia Bồ Đào Nha 2014–15 trước Aves.
Ngày 9 tháng 1 năm 2023, Monteiro chính thức ký hợp đồng với câu lạc bộ Công an Hà Nội - đội bóng mới giành quyền lên chơi tại V-League 2023.

## Sự nghiệp quốc tế
Monteiro sinh ra ở Thụy Sĩ trong một gia đình Cape Verde, hiện có hai quốc tịch Thụy Sĩ và Bồ Đào Nha. Anh từng thi đấu cho các đội trẻ của Bồ Đào Nha.

## Thống kê sự nghiệp
Tính đến trận đấu diễn ra ngày vào ngày 8 tháng 8 năm 2019
| Câu lạc bộ              | Mùa giải            | Giải vô địch                               | Giải vô địch | Giải vô địch | Cúp     | Cúp       | Cúp Liên đoàn | Cúp Liên đoàn | Khác    | Khác      | Tổng cộng | Tổng cộng |
| Câu lạc bộ              | Mùa giải            | Hạng đấu                                   | Số trận      | Bàn thắng    | Số trận | Bàn thắng | Số trận       | Bàn thắng     | Số trận | Bàn thắng | Số trận   | Bàn thắng |
| ----------------------- | ------------------- | ------------------------------------------ | ------------ | ------------ | ------- | --------- | ------------- | ------------- | ------- | --------- | --------- | --------- |
| Sporting Braga B (mượn) | 2014–15             | Giải bóng đá hạng nhất quốc gia Bồ Đào Nha | 6            | 0            | 0       | 0         | —             | —             | —       | —         | 6         | 0         |
| Lausanne-Sport          | 2014–15             | Swiss Challenge League                     | 7            | 0            | 0       | 0         | —             | —             | —       | —         | 7         | 0         |
| Lausanne-Sport          | 2015–16             | Swiss Challenge League                     | 29           | 1            | 1       | 0         | —             | —             | —       | —         | 30        | 1         |
| Lausanne-Sport          | 2016–17             | Giải bóng đá vô địch quốc gia Thụy Sĩ      | 30           | 0            | 0       | 0         | —             | —             | —       | —         | 30        | 0         |
| Lausanne-Sport          | 2017–18             | Giải bóng đá vô địch quốc gia Thụy Sĩ      | 32           | 1            | 2       | 0         | —             | —             | —       | —         | 34        | 1         |
| Lausanne-Sport          | 2018–19             | Swiss Challenge League                     | 9            | 1            | 1       | 0         | —             | —             | —       | —         | 10        | 1         |
| Tổng cộng               | Tổng cộng           | Tổng cộng                                  | 107          | 3            | 4       | 0         | 0             | 0             | 0       | 0         | 111       | 3         |
| Miedź Legnica (mượn)    | 2018–19             | Giải bóng đá vô địch quốc gia Ba Lan       | 4            | 0            | 0       | 0         | —             | —             | —       | —         | 4         | 0         |
| Tổng cộng sự nghiệp     | Tổng cộng sự nghiệp | Tổng cộng sự nghiệp                        | 117          | 3            | 4       | 0         | 0             | 0             | 0       | 0         | 121       | 3         |